# خونسرد باش (فیلم ۲۰۰۹)
خونسرد باش (به انگلیسی: Stay Cool) فیلمی آمریکایی محصول سال ۲۰۱۱ و به کارگردانی مایکل پولیش است. در این فیلم بازیگرانی همچون وینونا رایدر، مارک پولیش، هیلاری داف، شان آستین، جاش هالووی، جان کرایر، چوی چیس، مکس تیریوت، مارک بلوکاس و فرانسیس کانروی ایفای نقش کرده‌اند.